# MultiVersus
MultiVersus — компьютерная игра-кроссовер в жанре файтинг, выпущенный 15 августа 2022 года для Microsoft Windows, PlayStation 5, Xbox Series X/S, PlayStation 4 и Xbox One. Распространяется по модели Free-to-play. Разработчиком выступила студия Player First Games, а издателем — Warner Bros. Games. В игре представлены различные персонажи, принадлежащие Warner Bros..
В MultiVersus было последнее исполнение Бэтмена Кевином Конроем перед его смертью 10 ноября 2022 года.

## Игровой процесс
MultiVersus — это платформер, который имеет схожий геймплей с серией игр Super Smash Bros. от Nintendo. Игроки сражаются на разных картах и должны выбить противников за пределы арены. Бои в основном ведутся в формате 2 на 2, хотя также доступны варианты 1 на 1 и свободный режим.

## Игровые персонажи
На данный момент представлено 19 персонажей из франшиз, принадлежащих WarnerMedia, и 1 оригинальный. Многие герои озвучены актёрами, которые играют свои роли в основных вселенных. Эти персонажи делятся на пять классов: убийца, громила, маг, поддержка и танк. У каждого персонажа есть «Горизонтальная», «Вертикальная» или «Гибридная» категория, показывающая в каком направлении их движения лучше всего подходят.
«Время приключений»
- Финн (актёр озвучивания — Джереми Шада)[6]
- Джейк (актёр озвучивания — Джон Димаджио)[6]

«Гремлины»
- Гизмо
- Страйп

DC Comics
- Бэтмен (актёр озвучивания — Кевин Конрой)[6]
- Супермен (актёр озвучивания — Джордж Ньюберн)[6]
- Чудо-женщина (актриса озвучивания — Эбби Тротт)[6]
- Чёрный Адам (актёр озвучивания — Боб Картер)
- Харли Квинн (актриса озвучивания — Тара Стронг)[6]

«Рик и Морти»
- Рик Санчес (актёр озвучивания — Джастин Ройланд)
- Морти Смит (актёр озвучивания — Джастин Ройланд)

«Стальной гигант»
- Стальной гигант (актёр озвучания — Джон Липоу)

«Игра престолов»
- Арья Старк (актриса озвучивания — Мэйси Уильямс)

«Looney Tunes»
- Багз Банни (актёр озвучивания — Эрик Бауза)[6]
- Тасманский дьявол (актёр озвучания — Джим Каммингс)

«Скуби-Ду»
- Шэгги Роджерс (актёр озвучивания — Мэттью Лиллард)[7]
- Велма Динкли (актриса озвучания — Кейт Микуччи)

«Вселенная Стивена»
- Стивен Юнивёрс (актёр озвучивания — Дэниэль Дивенер)[7]
- Гранат (актриса озвучивания — Эстель)[7]

«Том и Джерри»
- Том и Джерри (актёр озвучивания — Эрик Бауза)[6][7]

«Космический джем: Новое поколение»
- Леброн Джеймс (актёр озвучивания — Леброн Джеймс)

Оригинальные персонажи
- Оленепёс (актёр озвучивания — Эндрю Франкел)[8]

## Разработка
До официального анонса игры в ноябре 2021 года ходили слухи о разработке MultiVersus. Так, 27 октября 2021 года участник турнира по Super Smash Bros. Hungrybox опубликовал в своём Твиттер-аккаунте изображение, показывающее, как он утверждал, экран выбора персонажей будущего платформера от Warner Bros. под названием MultiVersus. Hungrybox утверждал, что получил секретную инсайдерскую информацию об игре. Однако позже изображение было удалено после того, как Warner Bros. подали запрос на удаление по закону DMCA, что, по словам киберспортсмена, было «твёрдым подтверждением» правдивости скриншота. Утечка информации включала в себя Гэндальфа из «Властелина колец» и Рика Санчеса из мультсериала «Рик и Морти» в качестве игровых персонажей вместо Арьи Старк и Гранат. Дизайны Супермена и Стивена Юнивёрса также были обновлены в последующем трейлере. Внутренняя документация по дизайну игры также просочилась на ResetEra.

## Отзывы
| Сводный рейтинг    | Сводный рейтинг          |
| Агрегатор          | Оценка                   |
| ------------------ | ------------------------ |
| Metacritic         | 81/100 (PS5) 77/100 (PC) |
| Иноязычные издания |                          |
| Издание            | Оценка                   |
| GameSpot           | 8/10                     |
| IGN                | 8/10                     |
| Jeuxvideo.com      | 16/20                    |
| Push Square        | [ 20 ]                   |

В целом игра получила положительные отзывы критиков. По состоянию на август 2022 года игру установило 10 миллионов игроков.
Рецензент IGN написал, что «MultiVersus — это шумный и весёлый соревновательный платформер, в котором игроки награждаются за изучение сильных и слабых сторон эклектичного набора персонажей и работу в команде». Джейсон Фанелли из GameSpot, сравнивая игру с Super Smash Bros., сказал: «Даже если MultiVersus не свергнет короля, он более чем готов править своим маленьким уголком королевства».